# Laff
Laff é uma rede de televisão sediada em Atlanta, Geórgia de propriedade da Katz Broadcasting, subsidiária da EW Scripps Company. A rede é especializada em programação de comédia, apresentando principalmente sitcoms dos anos 1990 até os anos 2000.

## História
O lançamento do Laff foi anunciado pela Katz Broadcasting em janeiro de 2015 com a data de lançamento programada para 15 de abril de 2015, coincidindo com o Tax Day nos Estados Unidos. A explicação de Katz é que as pessoas precisavam de "algo para rir" no que consideravam um dos dias mais estressantes do ano. A rede foi lançada ao meio-dia naquele dia, com a exibição do filme My Mom's New Boyfriend.
Katz anunciou que as estações de televisão pertencentes à ABC Owned Television Stations e EW Scripps Company serviriam como afiliadas da rede. As primeiras servindo como substitutas para o feed de definição padrão da Live Well Network, que com o anúncio de Laff também começou a ser revertido para ser veiculado apenas por estações ABCOTS. Em 13 de março de 2015, a Katz Broadcasting anunciou um acordo de afiliação com o Cox Media Group para levar Laff nos subcanais de sete de suas estações, expandindo seu alcance inicial para 47% do país. Na semana seguinte, em 20 de março, como parte de um acordo de afiliação multi-rede com Katz, a Meredith Corporation anunciou que levaria a rede em duas de suas estações.
Em 13 de fevereiro de 2015, Laff adquiriu os direitos de distribuição de cinco sitcoms. Laff seguiu esse acordo para licenciamento de filmes com a Disney–ABC Domestic Television, Miramax e Sony Pictures Television até 17 de março. Laff fez um contrato de vários anos para cinco sitcoms com a Carsey-Werner Productions em abril de 2016. As reprises de Roseanne foram removidas em 29 de maio de 2018, depois que a ABC removeu Roseanne Barr do programa (que continuou como The Conners). Ambas as decisões foram baseadas em um tweet de Roseanne Barr considerado racista.
Uma lista de classificações da Nielsen de 2019 publicada pela Variety indicou que Laff teve uma média de 223.000 espectadores no horário nobre, uma queda de 5% em relação à média de 2018.
A rede saiu das ABC Owned Television Stations no início de 2021, em favor de um novo transporte nas estações Ion Media recém-adquiridas da Scripps.

## Programação
A programação de Laff consiste principalmente em sitcoms fora da rede dos anos 1980, 1990 e 2000.

### Filmes
A Laff exibe uma ampla lista de filmes de comédia aos sábados e domingos. A programação de filmes da rede depende principalmente de uma extensa biblioteca de títulos por meio de vários acordos de licenciamento de programas de vários anos com a Walt Disney Studios (incluindo títulos da 20th Century Studios), Warner Bros. Entertainment, Universal Pictures, Paramount Pictures (incluindo títulos Miramax ) / Trifecta Entertainment Media e Sony Pictures Entertainment (distribuído pela Sony Pictures Television).

## Afiliadas
Em 20 de julho de 2022, Laff tem 425 acordos de afiliação atuais ou pendentes com emissoras de televisão em 48 estados, além do Distrito de Columbia, cobrindo 91,3% dos Estados Unidos.